# Златкин, Ефим Львович
Ефим Львович (Хаим Лейбович) Златкин (1908 — ?) — советский конструктор, разработчик РЛС, лауреат Сталинской премии.

## Биография
Родился 29 ноября (по старому стилю) 1908 года в Одессе, в семье чечерского мещанина Лейба Боруховича Златкина (1872—?) и Соси Хаимовны Златкиной (в девичестве Волковиской, 1881—?), дочери земледельца Ганушинской волости Трокского уезда, заключивших брак там же 13 января 1908 года.
Грузчик артели «Север» в Ленинграде (сентябрь 1927 — сентябрь 1928), токарь на заводе им. Энгельса (сентябрь 1928 — ноябрь 1930).
С ноября 1930 по октябрь 1945 г. служил в РККА. Окончил Военную электротехническую академию им. С. М. Буденного (1933—1938). Проходил службу на военных заводах. Участник войны, военинженер 3 ранга (инженер-майор) (175 сд ЮЗФ; 65 А|175 сд 28 А).
С 1945 г. работал в НИИ-49 морской телемеханики и автоматики (позже назывался ЦНИИ приборов автоматики (ЦНИИПА)), с 1947 по 1953 г. начальник отдела № 30. Главный конструктор навигационной станции «Нептун», которая в 1950 г. была принята на вооружение всех надводных кораблей ВМФ и судов Минморфлота. Вместе с другими разработчиками в 1952 году стал лауреатом Сталинской премии.
В феврале 1953 г. в результате борьбы с космополитизмом переведён в ОКБ ростовского завода п/я 114, выпускавшего радиолокационные станции «Нептун». После смерти Сталина вернулся в Ленинград (в начале 1955 г.).

## Награды и звания
- Сталинская премия 3 степени (1952; в составе коллектива) — за разработку радиостанции.
- Орден Отечественной войны 2 степени (06.04.1985).
- Медаль «За боевые заслуги» (03.11.1944);
- Медаль «За оборону Сталинграда»;
- Медаль «За победу над Германией в Великой Отечественной войне 1941—1945 гг.».